# Lutomka
Lutomka (in. Potok Kwilecki, Struga Kwilecka) – niewielka rzeka będąca lewobrzeżnym dopływem Osiecznicy, wypływająca z małego stawu w okolicach Starej Dąbrowy w gminie Kwilcz, wpadająca do Jeziora Białeckiego w gminie Chrzypsko Wielkie.

## Przebieg rzeki
Lutomka, o powierzchni zlewni wynoszącej około 51 km² i długości 12,4 km, przepływa w swym przebiegu przez Jezioro Kwileckie oraz szereg stawów hodowlanych w okolicach Daleszynka, Nowego Młyna, Łężec i na południe od wsi Białcz, ostatecznie uchodząc do Jeziora Białeckiego, leżącego na osi przepływu Oszczynicy. 
 Płynie też przez zabytkowy, XVIII-wieczny park w Kwilczu, gdzie na skraju jej gębokiej doliny, wyznacza jego oś, stanowiącą aleję starych kasztanowców.
Średni niski przepływ (SNQ) Potoku Kwileckiego w przekroju Lutomek - Chrzypsko wynosi 0,006 m³/s.